# 実写アニメーション映画
実写アニメーション映画（live-action animated film）とは、実写映画にアニメーションを組み合わせた映画のことである。実写とコンピュータアニメーションを併用する映画では、キャストがモーションキャプチャで表現した架空のキャラクターや人物をアニメーターがアニメーション化し、モデル化する傾向にあるが、実写と伝統的なアニメーションを併用する映画では、手描き、CGI（コンピュータ・ジェネレーテッド・イメージ）、ストップモーション・アニメーションを使用する。

## 沿革

### 起源

#### 実写とアニメーションの融合の始まり
サイレント映画が普及していた1920～30年代、マックス・フライシャーの人気アニメーションカートゥーンには、道化師ココが生きた子猫とボクシングの試合をするなど、実写の世界と触れ合うシリーズがあった。これとは別に、フライシャーの影響を受けたウォルト・ディズニーは、1927年に「オズワルド・ザ・ラッキー・ラビット」を作り出し、実写の少女アリスがアニメのキャラクターと交流する「アリス・コメディ」という実写アニメーションを製作した。
アメリカではウィリス・オブライエンやレイ・ハリーハウゼン、東欧ではアレクサンドル・プトゥシコやカレル・ゼマン、最近ではヤン・シュヴァンクマイエルなど、実写と逆投影によるストップモーションアニメーションを組み合わせた作品は過去にも多く存在していた。最初の長編映画は『ロスト・ワールド』（1925年）であったと言われている。1935年のソビエト映画『The New Gulliver』では、アニメーションではないキャラクターは主人公のガリバーだけだった。
1940年に公開されたワーナー・ブラザースのアニメーション『You Ought to Be in Pictures』では、ワーナー・ブラザースのキャラクターが実写の人々と交流していた。1945年の映画『錨を上げて』で、ジーン・ケリーがアニメーションのジェリー・マウスと踊るシーンは、有名なシーンのひとつである。

### ディズニーによる実写アニメーション映画の開発
数十年の間、ディズニーはいくつかの有名な映画で実写とアニメーションの混合セグメントを実験的に使用したが、これらは主に実写とみなされている。1943年に公開されたラテンアメリカ映画『ラテン・アメリカの旅』と1945年に公開された『三人の騎士』では、ドナルドダックが数人のラテンアメリカ人ダンサーと戯れ、さらにオーロラ・ミランダ（カルメン・ミランダの妹）が彼にキスをするシーンが登場する。1946年の『南部の唄』では、リーマスおじさんがアニメーションの中で「ジッパ・ディー・ドゥー・ダー」を歌い、アニメーションのシークエンスを通してブラーラビットの物語を語っていたが、1949年に公開された『わが心にかくも愛しき』はこれを改良したものである。
1964年の『メリー・ポピンズ』は、この種の芸術的な映画として最もよく知られており、ディック・ヴァン・ダイクとジュリー・アンドリュースをはじめとする多くの俳優たちが、ヴァン・ダイクのキャラクターが作り出した土地に旅する数分間のシーンがある。中でも有名なのは、ヴァン・ダイクのキャラクターがペンギンのウェイターと一緒に踊り、それをアンドリュースが楽しそうに見ているというアドリブのナンバー。1971年の『ベッドかざりとほうき』では、アンジェラ・ランズベリーとデヴィッド・トムリンソンが水中のナイトクラブで一緒に踊る実写とアニメーションのシークエンスがあり、後半ではトムリンソンが、攻撃的で擬人化されたサッカーをする動物たちの矢面に立たされる。
1974年のスウェーデン映画『Dunderklumpen』にインスパイアされた1977年のウォルト・ディズニー・プロダクションズの『ピートとドラゴン』はこれを実験的に行い、アニメのドラゴンであるエリオットを実写化するという前作とは逆のことを行っている。
ディズニーとアンブリン・エンターテインメントによる『ロジャー・ラビット』（1988年）は、高度な特殊効果と、アニメーション・キャラクターと生身の俳優の相互作用を「リアルに」描くことで新境地を開拓した。ドナルドダックとルーニー・テューンズのライバルであるダフィー・ダックのピアノ対決、ジェシカ・ラビットの登場、バッグス・バニーとミッキーマウスが同じシーンに登場すること、ボブ・ホスキンスがタイトル・キャラクターに手錠をかけられることなどが印象的。

## 技術
実写映画や伝統的なアニメーション映画では、同じリリースプリントに2枚のネガを二重にプリントすることでデジタル化されていたが、オプチカル・プリンターや空撮用のアニメーションカメラを使った複雑な技法では、より正確な位置関係が可能となり、俳優や架空のキャラクターのやりとりがよりリアルになっていたという。実写映画の1コマ1コマをロトスコープでトレースして、アニメーターが正確な位置に絵を描き足すこともよくあった。コンピュータアニメーションの台頭により、実写とアニメーションの融合が一般的になった。

### 技術への批判
例えば『スター・ウォーズ』の 新三部作や『ロード・オブ・ザ・リング」の三部作では、かなりの量のアニメーションが使用されているが、アニメーションのリアリズムのために、批評家からはそのように認識されないことが多い。ロジャー・イーバートは「私の心の中では、アニメーションのように見えなければ、それはアニメーションではない」と述べている。